# COVID-19 в штате Нью-Йорк
Во время пандемии COVID-19 первый случай COVID-19 в штате Нью-Йорк был подтверждён 1 марта 2020 года. По состоянию на 17 мая 2020 года было проведено 1,4 миллиона тестов, из которых в штате было 350 100 подтверждённых случаев (увеличение на 1900 по сравнению с предыдущим днем), из них 22 619 человек умерли. В Нью-Йорке зарегистрировано наибольшее число подтвержденных случаев среди всех штатов в США, причем в три раза больше, чем в соседней Нью-Джерси (штат со вторым по величине количеством случаев) и в семь раз больше, чем в соседней Пенсильвании (которая занимает пятое место).
По состоянию на начало мая 2020 года почти треть известных случаев в США находится в штате Нью-Йорк. Более половины случаев в штате находятся в городе Нью-Йорке, где живёт почти половина населения штата.
По состоянию на 26 марта в США было больше известных случаев, чем в любой другой стране. По состоянию на 9 апреля США могли занимать это место, даже если бы рассматривались только случаи в штате Нью-Йорк. Странами со следующим наибольшим числом случаев на 9 апреля были Испания и Италия, в каждой из которых было меньше случаев, чем в штате Нью-Йорк.

## Общие сведения
12 января 2020 года Всемирная организация здравоохранения (ВОЗ) подтвердила, что новый коронавирус стал причиной респираторного заболевания в группе людей в городе Ухань (провинция Хубэй, Китай), о котором ВОЗ узнала 31 декабря 2019 года.
Летальность от COVID-19 намного ниже, чем у SARS, пандемия которого произошла в 2003 году, однако заразность нового заболевания намного выше, что приводит к повышенной смертности.

## Происхождение
Генетический анализ подтвердил, что большинство случаев вируса имели мутации, указывающие на европейское происхождение, то есть, путешественники, прилетевшие в Нью-Йорк из Европы, привезли вирус. Два независимых исследования пришли к такому выводу. Американцев, посещающих Италию в конце февраля и возвращающихся в Нью-Йорк 1 марта, таможня не спрашивала, проводили ли они время в Италии, хотя 29 февраля Государственный департамент призывал американцев не ездить в Италию (в тот день Италия сообщила о 1100 случаях COVID-19). Американку, которая провела несколько месяцев в Милане и вернулась в Нью-Йорк через аэропорт имени Джона Кеннеди 3 марта, спросили только, была ли она в Китае или Иране; в тот же день Италия сообщила о 2200 случаях заболевания. Согласно статистическим моделям, в середине февраля в Нью-Йорке было уже 600 случаев заболевания COVID-19, а к 1 марта — целых 10000 случаев.

## Хронология
1 марта был зарегистрирован первый подтвержденный случай COVID-19 в штате Нью-Йорк. Диагноз был поставлен 39-летней женщине, работающей в сфере здравоохранения, которая жила в Манхэттене, которая возвратилась из Ирана 25 февраля без симптомов в то время. Она ушла в домашнюю изоляцию со своим мужем.
3 марта был подтверждён второй случай. Пациенту было 50 лет, он жил в Нью-Рошелл, округ Уэстчестер, к северу от Нью-Йорка, и работал в Мидтауне. В феврале он совершил поездку в Майами, но не посещал районы, где широко распространена передача коронавируса. Двое из его четырёх детей недавно вернулись из Израиля. После того, как 22 февраля он почувствовал себя плохо, он был помещен в больницу в Уестчестере 27 февраля с диагнозом пневмония и освобожден из изоляции после отрицательного анализа на грипп. Сообщалось о случаях панической покупки в Нью-Йорке после того, как его случай был подтверждён. 4 марта число случаев в штате Нью-Йорк увеличилось до 11, поскольку девять человек, связанных с адвокатом, дали положительный результат, включая его жену, сына, дочь, соседа, друга и его семью. 5 марта мэр Нью-Йорка Билл де Блазио сказал, что страхи от коронавируса не должны удерживать жителей Нью-Йорка от метро, едущего от Фултон-стрит до Хай-стрит в попытке продемонстрировать безопасность метро для прессы. 6 марта было зарегистрировано одиннадцать новых случаев, в результате чего количество случаев в штате достигло 33. Все новые случаи были связаны с первым случаем. В конце дня губернатор сообщил о 11 новых случаях, в результате чего общее количество случаев достигло 44, причем 8 новых случаев в округе Уэстчестер и 3 в округе Нассо на Лонг-Айленде. Также 6 марта в «New York Post» появилась статья о том, что мэр де Блазио возложил ответственность за отсутствие масок N95 и других средств индивидуальной защиты на федеральное правительство, город никогда не заказывал поставки до этой даты.
7 марта губернатор Эндрю Куомо объявил чрезвычайное положение в Нью-Йорке после того, как было подтверждено 89 случаев в штате, 70 из них в округе Уэстчестер, 12 в Нью-Йорке и 7 в других местах. 8 марта государство сообщило о 16 новых подтверждённых случаях и в общей сложности 106 случаев по всему штату. В связи с вспышкой заболевания в Нью-Йорке были изданы новые правила пригородного сообщения, в которых больные должны избегать общественного транспорта, поощряя граждан избегать автобусов, метро или поездов.

Местоположение Нью-Рошелл в округе Уэстчестер, Нью-Йорк.

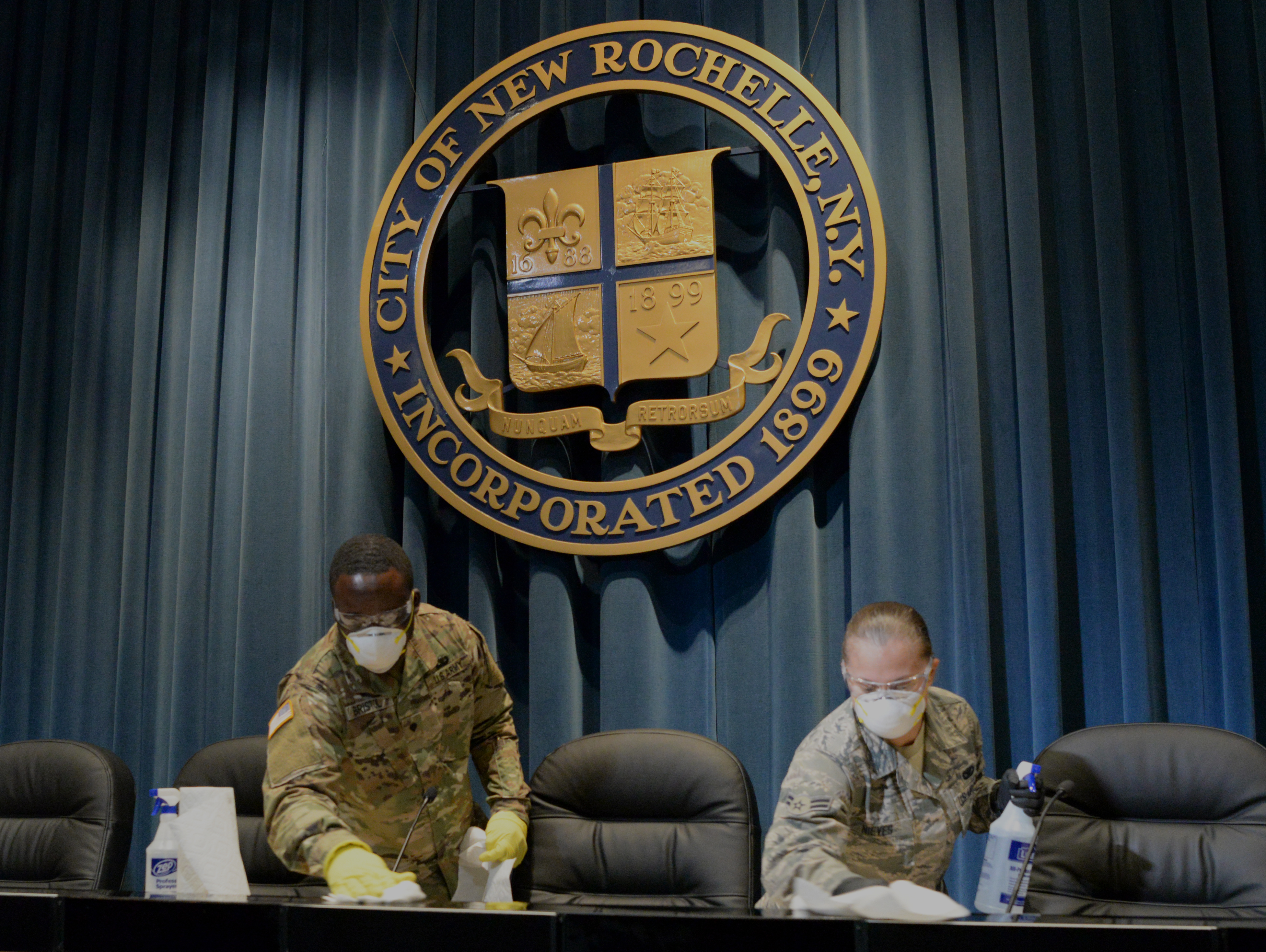
Сотрудники Национальной гвардии дезинфицируют мэрию Нью-Рошелл.

9 марта мэр де Блазио объявил, что в Нью-Йорке было 16 подтвержденных случаев COVID-19. 10 марта губернатор Куомо объявил карантин в городе Нью-Рошелл с 12 по 25 марта.
11 марта Куомо объявил, что Городской университет Нью-Йорка и университет штата Нью-Йорк будут закрыты на следующую неделю, с 12 по 19 марта. Эти учебные заведения переведут большинство занятий в онлайн, начинающийся 19 марта и продолжающаяся до конца весеннего семестра. Общежития останутся открытыми для студентов, «которые не могут вернуться домой».
11 марта мужчина в округе Монро получил положительный результат теста, что сделало его первым округом западного Нью-Йорка, у которого был случай COVID-19. Официальные лица сообщили, что он прилетел в аэропорт имени Джона Кеннеди из Италии, ехал на Greyhound Lines из Манхэттена в Рочестер и прибыл на место утром 10 марта. Автобус поехал дальше на Буффало и Торонто. 12 марта первые два случая были подтверждены в округе Олбани, в результате чего мэр Олбани Кэти Шихан приостановил ежегодный парад на день святого Патрика. В тот же день сотрудник Юнион-колледжа дал положительный результат на коронавирус в округе Скенектади, что ознаменовало первый случай в округе.
13 марта округ Херкимер сообщил о своём первом подтверждённом случае, но отказался сообщить местонахождение пациента. Позже выяснилось, что пациент был из района Могок/Илион, к югу от окружного центра Херкимера. 14 марта произошли первые две смерти в штате. 82-летняя женщина в Бруклине с уже существующей ХОБЛ умерла в больнице. 65-летний человек с другими значительными проблемами со здоровьем, который ранее не проходил тестирование на COVID-19, умер в своем доме в Сафферне, округ Рокленд. Также было объявлено, что у трёх человек в округе Эри положительный результат на COVID-19. Округа Ориндж, Датчесс и Алстер закрыли все свои школы.
15 марта был объявлен третий смертельный случай в штате. Умерла 79-летняя женщина с серьёзными проблемами со здоровьем, которая была помещена в больницу в Нью-Йорке. 16 марта округ Клинтон сообщил о своем первом случае в медицинский центр CVPH в Платсберге. Никакой дополнительной информации о пациенте обнаружено не было. В период с 22 по 23 марта число подтвержденных случаев возросло на 4000, в результате чего общее количество подтверждённых случаев в штате достигло почти 21 000, 12 305 из них были в городе. 24 марта Куомо заявил, что «пик выше, чем мы думали, и пик быстрее, чем мы думали». Он предупредил, что от федерального правительства не было достаточной помощи, и что в штате 25 000 случаев и как минимум 210 смертей. 211 офицеров и гражданских служащих полиции дали положительный результат на COVID-19. Всего 2774 сотрудника полиции Нью-Йорка (7,6 процента рабочей силы) заболели. К 24 марта в округе Уэстчестер было около 4000 положительных случаев и более 15 000 подтвержденных случаев к 9 апреля.
26 марта Куомо объявил, что штат позволит двум пациентам использовать один аппарат ИВЛ, используя технику, которую он назвал «расщепление», когда к аппарату ИВЛ будет добавлен второй комплект трубок. Пациенты с COVID-19 нуждаются в ИВЛ в течение от 11 до 21 дня, в то время как в нормальных условиях пациенты обычно нуждаются в них только в течение 3-4 дней. Он также сказал, что штат рассматривает возможность переоборудования наркозных аппаратов для использования в качестве аппаратов ИВЛ. В период с 25 марта по 26 марта в штате было 100 смертей, а число госпитализированных пациентов в Нью-Йорке увеличилось на 40 процентов.

## Проблемы

### Нехватка защитного снаряжения и медицинского оборудования
После попытки купить 200 000 масок N95 7 февраля Управление по чрезвычайным ситуациям узнало, что у поставщиков нет в наличии этих масок. Маски и дезинфицирующие средства для рук не прибывали до начала марта. Один поставщик медицинского оборудования с постоянными городскими контрактами сообщил, что первоначальные запросы на средства индивидуальной защиты от Департамент общегородских административных служб (DCAS) были завалены неэффективными бюрократическими задержками. Один продавец сказал: «Мы отправим им список продуктов, которые мы можем доставить в течение 24, 48 часов», но в среднем агентству потребовалось 72 часа, чтобы оформить заказ. Он добавил, что «город движется очень медленно», когда был высокий спрос со стороны больниц и частного сектора. По словам подрядчика, 8 из 10 заказов на поставку не могли быть выполнены, потому что DCAS не платила вовремя, но представитель Нью-Йорка опроверг это. Офис контролера утвердил 12 контрактов на общую сумму 150 миллионов долларов до того, как мэрия приступила к процессу 16 марта. Мэр де Блазио заявил, что в апреле в городе могут закончиться поставки, если федеральное правительство не отправит 3 миллиона масок N95, 50 миллионов хирургических масок, 15 000 вентиляторов и 45 миллионов хирургических халатов, перчаток и щитков для лица.
Один работник скорой медицинской помощи выразил разочарование по поводу того, что его попросили носить менее эффективные хирургические маски. Полицейский профсоюз подал жалобу 13 марта из-за того, что сотрудникам полиции Нью-Йорка не давали маски и другие защитные средства. Пресс-секретарь назвала жалобу Благотворительной ассоциации полиции «пустой риторикой».
Нью-Йорк заключил контракт с Кремниевой долиной на 69 миллионов долларов на поставку 1000 аппаратов ИВЛ. Они никогда не доставлялись. По состоянию на 5 мая Нью-Йорк требовал возмещения средств. Имя инженера было предоставлено федеральными чиновниками, и они получили его от добровольцев в офисе Джареда Кушнера, старшего советника президента Трампа. Согласно New York Times, кажется, что инженера никто не проверял.

### Переполнение больниц
Ситуация в Больничном центре Элмхёрста в Куинсе была описана одним из врачей как «апокалиптическая». Члены семей пациентов с коронавирусом не допускаются в больницу. 25 марта несколько новостных агентств сообщили, что больница достигла «переломного момента» после того, как 13 пациентов умерли в течение 24 часов. Число поступлений уменьшилось в течение первой недели апреля, но врачи сказали, что причина в том, что они посылали домой пациентов, которые были бы приняты, если бы было для них место.
Доктор Дэвид Рейх, президент и главный операционный директор Маунт-Синай, объявил в марте, что больница превращает свои лобби в дополнительные палаты для пациентов. В Центральном парке на Манхэттене было создано отделение на 68 коек. Госпиталь Lenox Hill на Верхнем Ист-Сайде начал использовать передвижные морги, чтобы справиться с переполнением стационарных моргов.

### Нехватка медработников
28 марта «The New York Times» сообщила, что городская система 9-1-1 была «перегружена» из-за большого количества пациентов с коронавирусом, нуждающихся в транспортировке в больницу. 26 марта диспетчеры получили более 7000 звонков — рекорд со времени терактов 11 сентября. Работники скорой помощи должны были решить, в каких случаях отдавать приоритет, а некоторые пациенты оставались дома без медицинской помощи. Кроме того, медработникам не хватало защитного снаряжения.

### Тестирование
Частные корпорации, ответственные за тестирование, имеют ограниченные возможности тестирования. В нескольких штатах, например, в Калифорнии, количество нерабочих мест продолжает увеличиваться, поэтому получение результатов теста может занять несколько недель.
28 государственным и частным лабораториям штата Нью-Йорк разрешили начать ручное, полуавтоматическое и автоматическое тестирование на COVID-19. Утверждение позволяет государству значительно увеличить производительность до тысячи тестов в день. Одобрение распространяется также на крупномасштабную платформу Roche для тестирования. Wadsworth Lab штата Нью-Йорк разработала новый тест для COVID-19. Он проводится с помощью образца слюны и короткого назального мазка с самостоятельным введением в присутствии медицинского работника. Кроме того, медицинские работники могут самостоятельно провести тестирование без присутствия другого медицинского работника.

## Ответ правительства

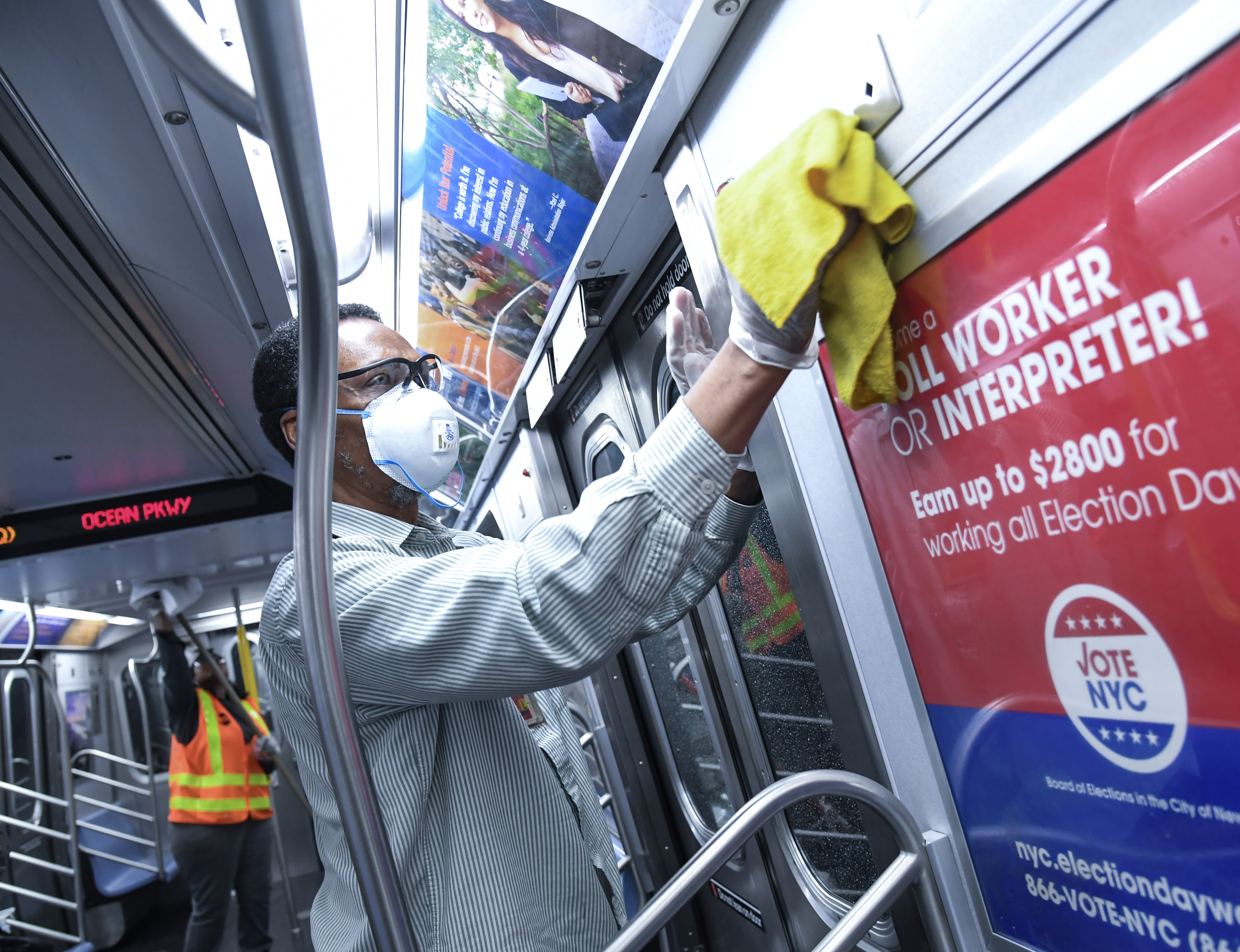
Дезинфекция вагонов метро Нью-Йорка.

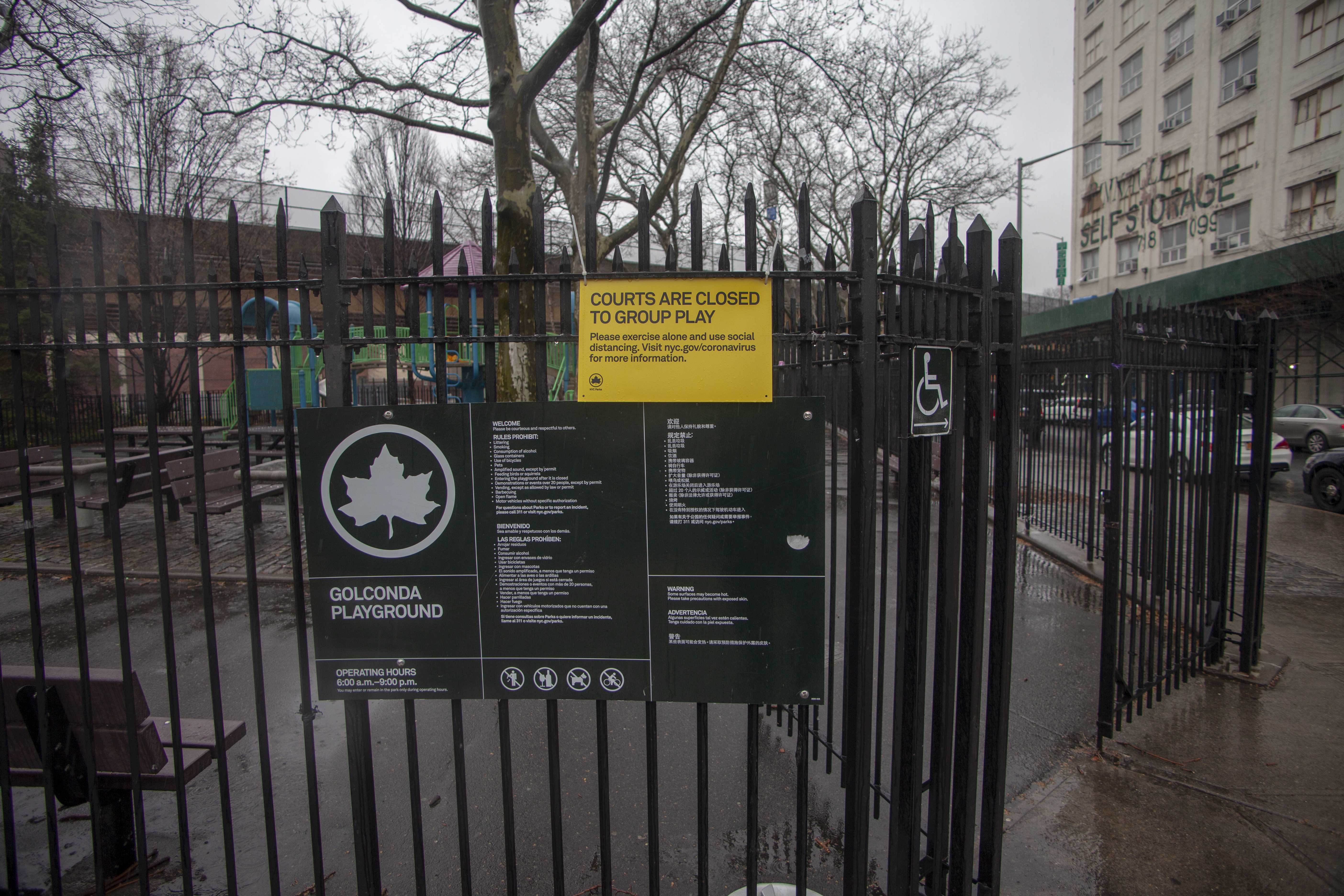
22 марта Нью-Йорк закрыл все игровые площадки для групповой игры.

### Март
2 марта мэр Нью-Йорка де Блазио написал в Твиттере, что люди должны игнорировать вирус и «продолжать свою жизнь + выйти в город, несмотря на коронавирус».
На пресс-конференции 3 марта комиссар здравоохранения Нью-Йорка Осирис Барбот сказала: «Мы призываем жителей Нью-Йорка заниматься своей повседневной жизнью». 4 марта она сказала: «Нет никаких признаков того, что нахождение в машине, нахождение в метро с кем-то, кто потенциально болен, является фактором риска». 5 марта она сказала, что жителей Нью-Йорка без симптомов не нужно помещать на карантин. 20 марта Барбот предупредила, что использовать маски должны только люди, у которых проявляются симптомы, заявив: «Нужно использовать маску, когда у кого-то есть симптомы, когда он кашляет, когда он чихает, и это для того, чтобы этот человек не заражал других людей. Он дает людям, у которых нет симптомов, ложное чувство безопасности, что если они носят эту маску, им не нужно мыть руки, им не нужно прикрывать рот и нос, когда они кашляют или чихают». Депутаты городского совета Нью-Йорка, демократ Роберт Холден и республиканец Эрик Ульрих написали мэру де Блазио письмо с просьбой освободить Барбот от её должности, «пока не поздно», указав, что ёе руководство во время пандемии было катастрофическим.
4 марта на другой пресс-конференции власти назвали эпидемию, вызванную вирусом и пандемией, «вызванной страхом» и заверили общественность в том, что ситуация будет под контролем, учитывая возможности системы здравоохранения Нью-Йорка.
7 марта губернатор Эндрю Куомо объявил чрезвычайное положение. На следующий день губернатор объявил о проведении частного тестирования из-за того очень большого спроса. Губернатор призвал Центры по контролю и профилактике заболеваний (CDC) утвердить частное тестирование, а также утвердить автоматизированное тестирование. 9 марта, отвечая на ажиотаж с покупкой антисептика для рук и взвинчивание цен, Куомо заявил, что штат начнет производство собственных дезинфицирующих средств для рук, производимых заключенными в государственной исправительной системе.
Ряд школ и школьных округов объявили о закрытии или изменении расписания к 8 марта из-за вируса. Кроме того, в Нью-Йорке были отменены все школьные поездки.
10 марта де Блазио сказал о COVID-19, что «заболевание, даже если вы заболели, в основном действует как простуда или грипп».
12 марта Куомо объявил об ограничении массовых собраний, указав, что мероприятия с участием более 500 человек должны быть отменены или отложены, а также проведение собраний с участием менее 500 человек с целью сокращения вместимости на 50 процентов. Кроме того, в домах престарелых будут разрешены только посещения, необходимые с медицинской точки зрения.
Куомо объявил, что все Бродвейские театры было приказано закрыть в 5 часов вечера. Публичные собрания более 500 человек были запрещены с 17:00 на следующий день.
Куомо отказался от требования, чтобы школы были открыты в течение 180 дней в этом году, чтобы иметь право на получение государственной помощи. В этот день также было объявлено, что все кампусы SUNY должны будут закрыться к 19 марта и перейти к модели дистанционного обучения на оставшуюся часть семестра. На следующий день все государственные школы в Датчессе, Ориндже и Алстере в долине Гудзона, объявили, что закроЮтся в течение следующих двух недель. Школы Уорика в Ориндже добавили, что они будут закрыты до 14 апреля, когда обычно заканчиваются их ежегодные весенние каникулы.

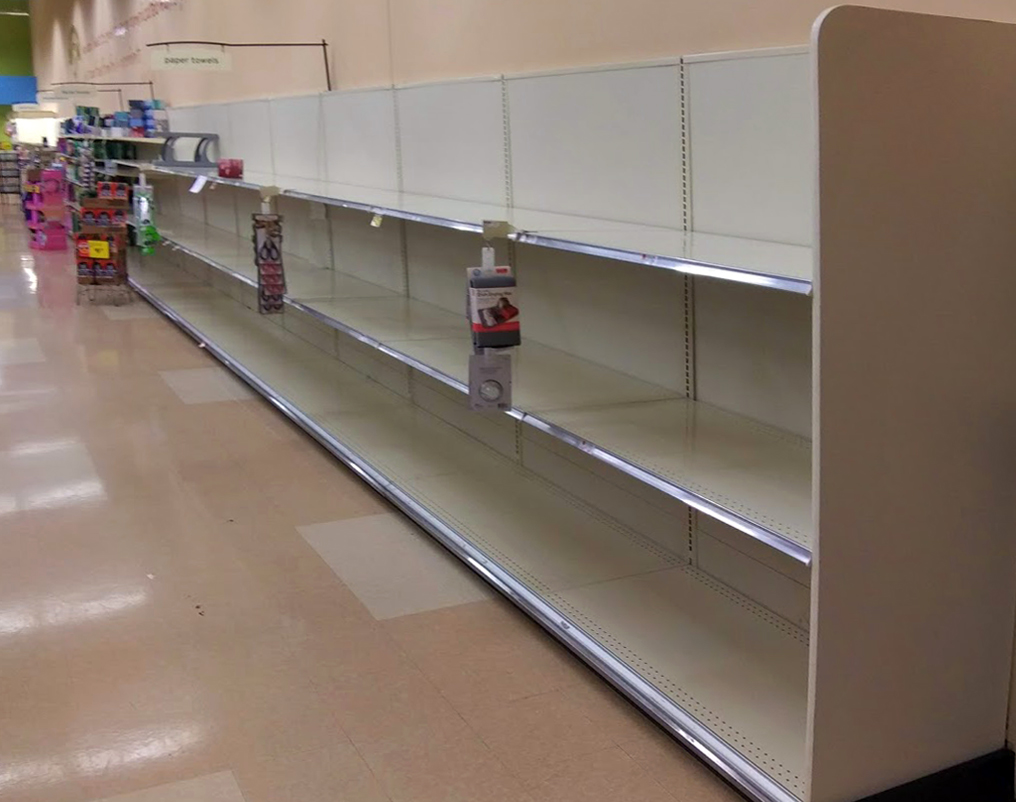
Полки, где раньше были бумажные полотенца, в супермаркете Уолдена. 13 марта, после объявления о закрытии школ.

13 марта все государственные школы округа Херкимер объявили, что они также закроются до 14 апреля. Программа B.O.C.E.S. и все участвующие школьные округа встретились и единогласно проголосовали за решение менее чем через день после объявления первого подтверждённого случая в округе. В тот день усилилось давление со стороны профсоюза учителей и некоторых членов городского совета на мэра Нью-Йорка, чтоб он распорядился закрыть школы. Де Блазио заявил, что будет держать школы открытыми, сославшись на необходимость продолжения ухода за детьми.
Комиссия по государственной службе перенесла экзамен на государственную службу, запланированный на выходные 14–15 марта.

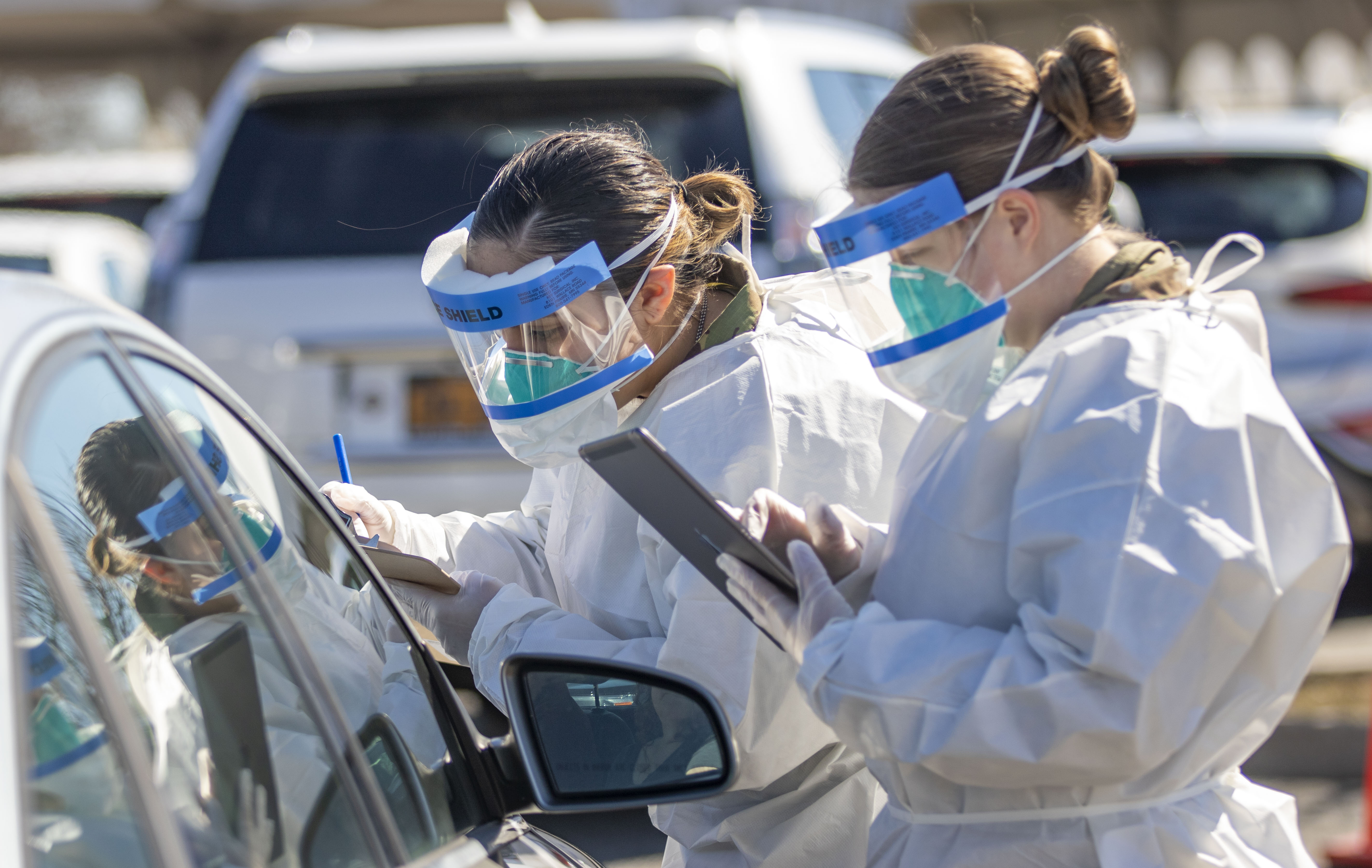
Сотрудники национальной гвардии нью-йоркской армии регистрируют людей в мобильном испытательном центре COVID-19 в парке Глен-Айленд, Нью-Рошелл.

13 марта в Нью-Рошелле, Уэстчестер, началось проходное тестирование.

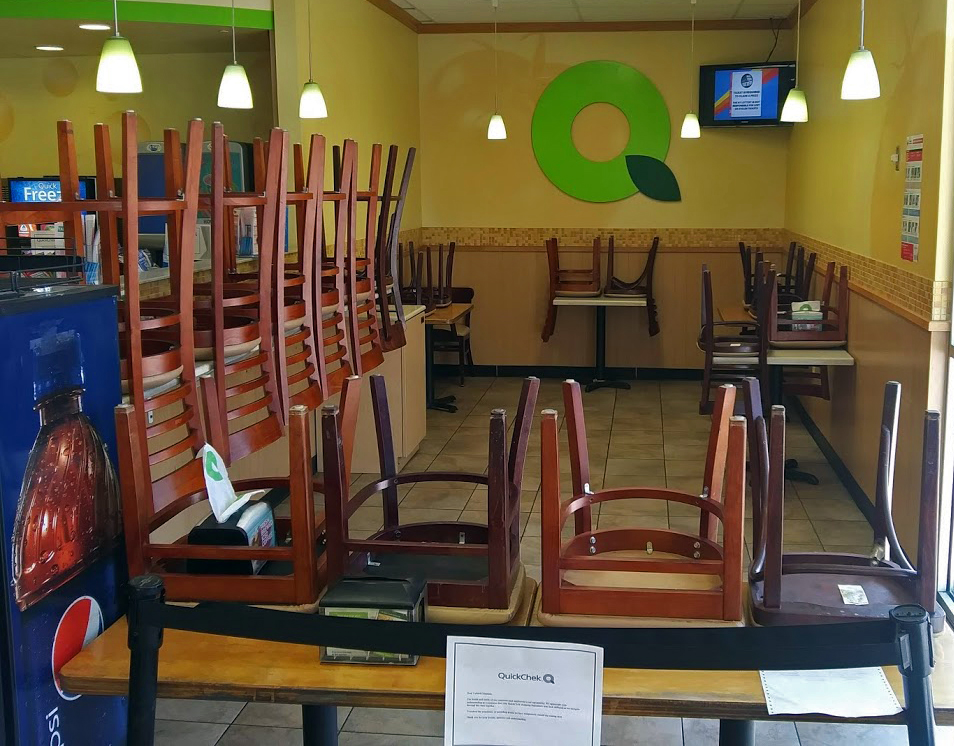
Закрытая столовая QuickChek в Скотчтауне.

15 марта Куомо объявил, что нью-йоркские школы будут закрыты на следующий день до 20 апреля, и дал городу 24 часа, чтобы разработать план по уходу за детьми и обеспечить их питание. Государственные школы в Уэстчестере, Саффолке и Нассо закрываются 16 марта и остаются закрытыми в течение двух недель. Мэр Нью-Йорка де Блазио также объявил, что все школы, бары и рестораны в городе должны быть закрыты с 9 часов утра 17 марта, за исключением вывоза и доставки еды.
16 марта «Нью-Йорк Таймс» сообщила, что на прошлой неделе «главные помощники мэра яростно пытались изменить подход мэра к вспышке коронавируса. Были яростные споры между мэром и некоторыми из его советников; некоторые высокопоставленные чиновники здравоохранения даже пригрозили уйти в отставку, если он откажется признать необходимость закрытия школ и предприятий, по словам нескольких людей, знакомых с внутренними дискуссиями».
17 марта количество подтверждённых случаев возросло до 814 по всему городу. В районах Нью-Йорка было 277 подтвержденных случаев в Манхэттене, 248 в Куинсе, 157 в Бруклине, 96 в Бронксе и 36 в Статен-Айленде. Семь жителей города умерли от вируса. Мэр де Блазио объявил, что в течение следующих 48 часов город рассматривает переход к карантину. Комментарии де Блазио были быстро отвергнуты офисом Куомо, а затем и самим губернатором в интервью CNN Джейку Тапперу.
Мелисса ДеРоза, секретарь губернатора, выступила с заявлением во время брифинга мэра, пояснив, что правительство штата в то время не рассматривало распоряжения о предоставлении убежищ. Позднее утром Куомо сказал: «Мы слышим, что „Нью-Йорк собирается на карантин“. Это неправда. Этого не может произойти. Этого не может произойти на законных основаниях. Ни один город в штате не может изолировать себя без одобрения штата. И у меня нет никакого интереса и никакого плана вообще изолировать какой-либо город».

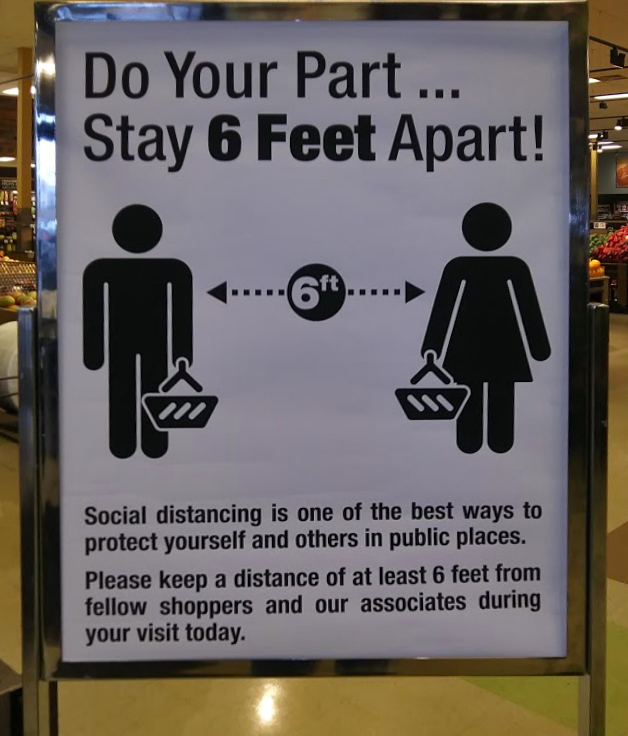
Знак социального дистанцирования в ShopRite, Монтгомери.

18 марта Куомо подтвердил, что он не будет утверждать карантин для Нью-Йорка. «Этого не произойдет, карантина для Нью-Йорка, — сказал Куомо, — для того чтобы любой город или округ принял экстренные меры, штат должен это одобрить. И я бы не утвердил карантин».
Он также объявил, что 17 марта было проведено около 5000 тестов, что увеличило общее количество тестируемых до 14 597 человек. Куомо предположил, что это, возможно, отчасти привело к увеличению числа подтверждённых случаев до 2382 в масштабе штата, в том числе 1871 случай в Нью-Йорке. Также 18 марта Министерство обороны заявило, что госпитальное судно ВМС USNS Comfort (T-AH-20) готовится к развёртыванию в Нью-Йорке, «чтобы помочь потенциально перегруженным больницам в оказании неотложной помощи пациентам».
20 марта де Блазио призвал принять решительные меры по борьбе со вспышкой коронавируса. «Мы должны перейти к модели карантина», — сказал он, восхваляя модель карантина из Калифорнии.
Кроме того, в тот же день Орган власти штата Нью-Йорк объявил, что изменит процедуры взимания платы за проезд для путешественников, которые не используют E-ZPass, это система автоматического сбора пошлины.

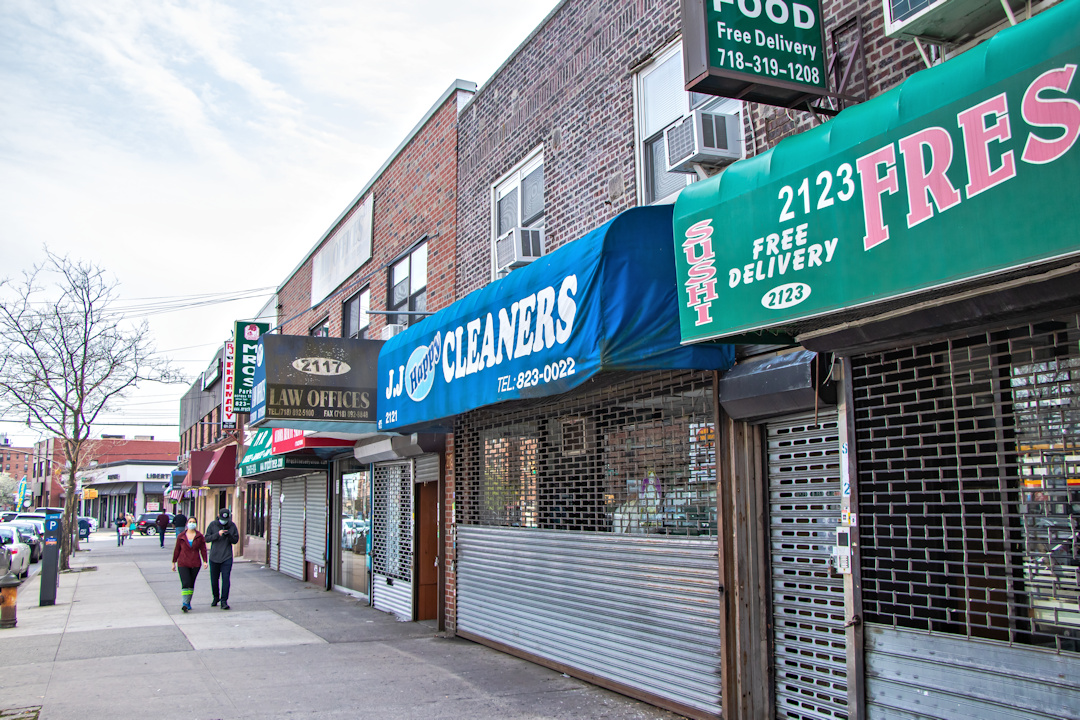
Закрытые второстепенные ритейлеры в Моррис Парке во время пандемии COVID-19.

22 марта Трамп объявил, что он поручил Федеральному агентству по чрезвычайным ситуациям предоставить четыре крупных федеральных медицинских пункта на 1000 коек для Нью-Йорка. 23 марта губернатор Нью-Йорка Эндрю Куомо объявил о плане использования плазмы крови, богатой антителами, в качестве меры пресечения для этой болезни. 24 марта д-р Дебора Биркс, координатор реагирования на коронавирус в Белом доме, посоветовала людям, покинувшим Нью-Йорк, самоизолироваться на 14 дней. 29 марта 2020 года репортёр CBS News Мария Меркадер, жительница Нью-Йорка, умерла от болезни, связанной с COVID-19.

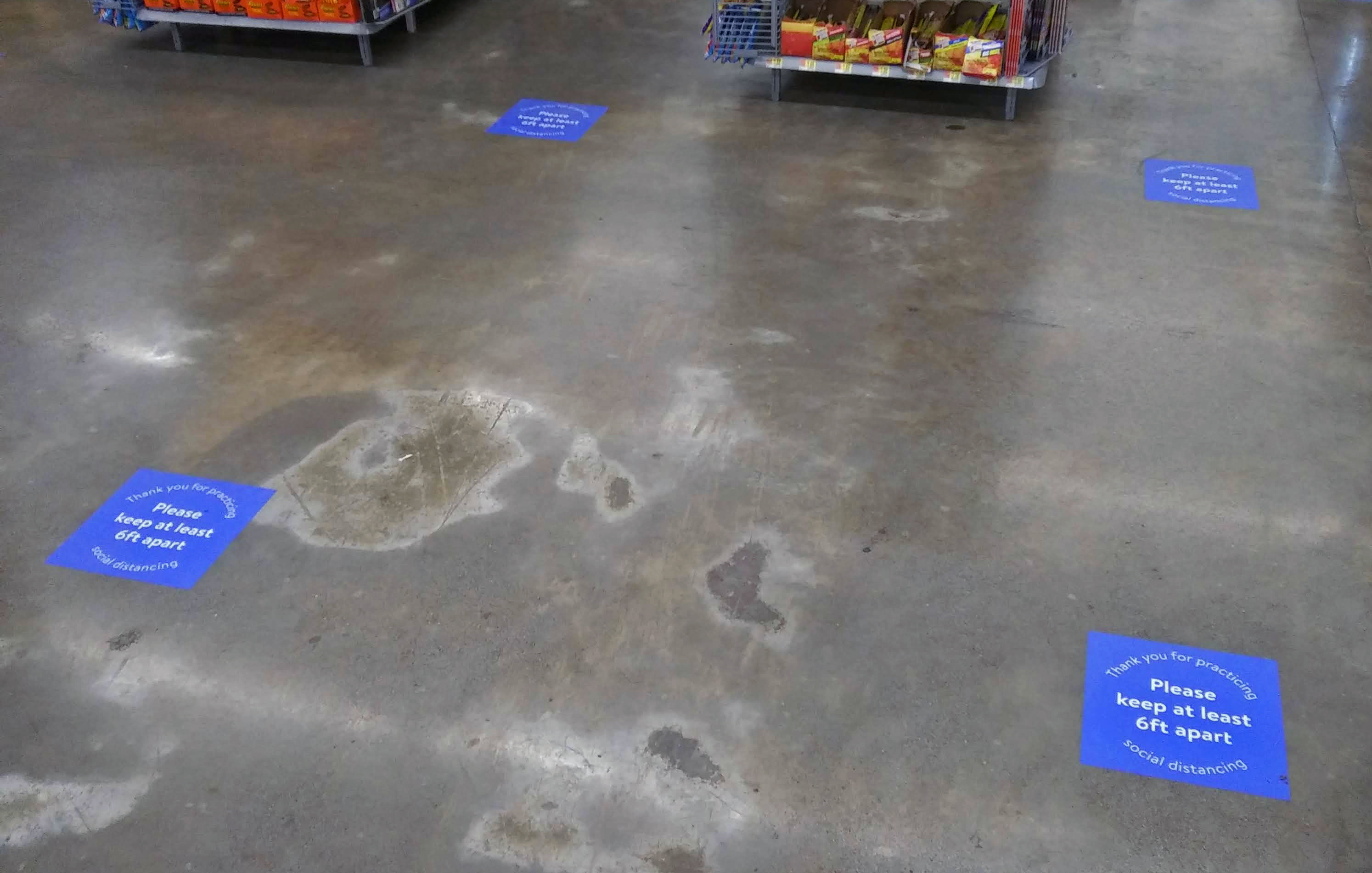
Маркеры социального дистанцирования на полу супермаркета Walmart в Ньюбурге.

26 марта Трамп объявил, что USNS «Comfort» отправится в Нью-Йорк, чтобы помочь местным больницам. Корабль вышел 28 марта и прибыл на причал 90 Манхэттенского круизного терминала 30 марта. 27 марта Соединенные Штаты с подтверждёнными 111 980 случаями превзошли Италию и Китай, став страной с наибольшим количеством случаев COVID-19 в мире; более 52 000 из этих случаев были зарегистрированы в штате Нью-Йорк. В тот же день губернатор Куомо объявил, что все школы в штате останутся закрытыми как минимум до 15 апреля.
28 марта Куомо объявил, что Демократические первичные выборы штата Нью-Йорк 2020 года, первоначально запланированные на 28 апреля, будут отложены до 23 июня; через месяц они был отменены как «по сути конкурс красоты, который государство больше не может себе позволить», что вызвало недовольство сторонников Берни Сандерса, который хотя и закончил свою кампанию и поддержал предлагаемую Демократической партии кандидатуру Джо Байдена, все еще стремился получить влияние на платформу партии, увеличив число делегатов Сандерса.
Президент Трамп сказал, что он рассматривает вопрос о введении «карантина» в Нью-Йорке. Позже он объявил: «По рекомендации Целевой группы по коронавирусу при Белом доме и после консультации с губернаторами Нью-Йорка, Нью-Джерси и Коннектикута я попросил @CDCgov выпустить сильные рекомендации по командировкам, которые будут администрировать губернаторы. по согласованию с федеральным правительством. Карантин не понадобится». Губернатор Куомо угрожал губернатору Род-Айленда Джине Раймондо судебным иском по поводу новой политики карантина штата, которая обеспечила бы жителям Нью-Йорка карантин в течение 14 дней после прибытия в Род-Айленд. 29 марта Раймондо отменила приказ, в котором конкретно упоминались жители Нью-Йорка, и расширила его, включив в него любого путешественника из другого штата, въезжающего в Род-Айленд с намерением остаться.
Куомо также 28 марта приказал закрыть все несущественные строительные площадки в штате. Это привело к тому, что разработчики строящегося парка Леголенд в Гошене отложили запланированную дату открытия 4 июля до 2021 года. Конкретная дата не была установлена, но начальник управления туризма округа Ориндж ожидает, что это будет апрель.

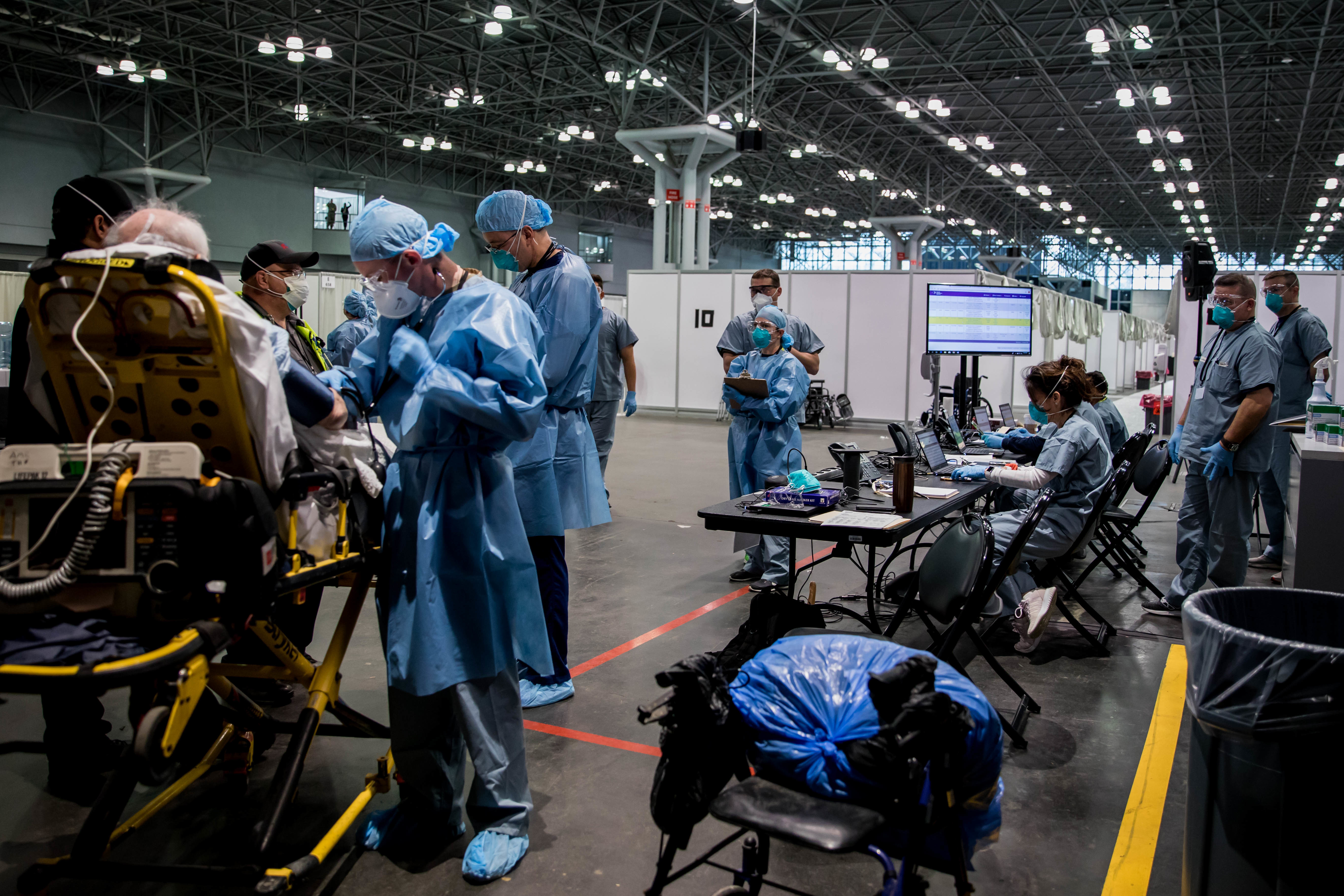
Полевой госпиталь начинает работу в Центре Джейвитса, 30 марта, 2020.

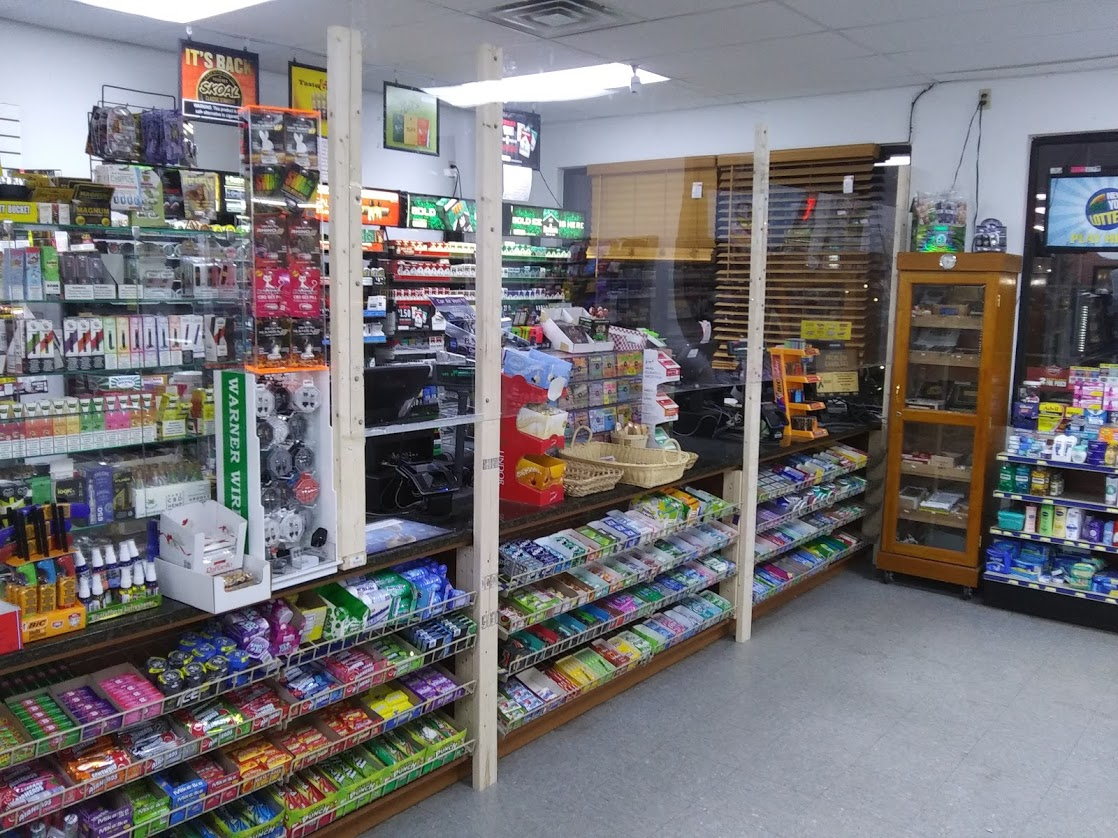
Пластиковый щиток для предотвращения передачи заболевания в кассе магазина.

В марте 2020 года армия США отправила солдат инженерных войск из полевых госпиталей в Форт-Кэмпбелл и Форт-Худ в Нью-Йорк, чтобы преобразовать новый Конференц-центр имени Джейвитса города Нью-Йорк в гражданскую медицинскую больницу на 2910 коек. Эти офицеры армии в Нью-Йорке создадут больше больниц. 30 марта медицинское судно ВМС США «USNS Comfort» прибыло в Нью-Йорк, чтобы помочь с операциями, не связанными с COVID-19, и освободило больницы города. Позже было объявлено, что полевые больницы будут открыты в Центральном парке и Национальном теннисном центре имени Билли Джина Кинга в Куинсе. 31 марта выяснилось, что брату Эндрю Куомо Крису, жителю Нью-Йорка и журналисту CNN, был поставлен диагноз COVID-19, и что в Нью-Йорке впервые умер ребёнок от COVID-19.

### Апрель

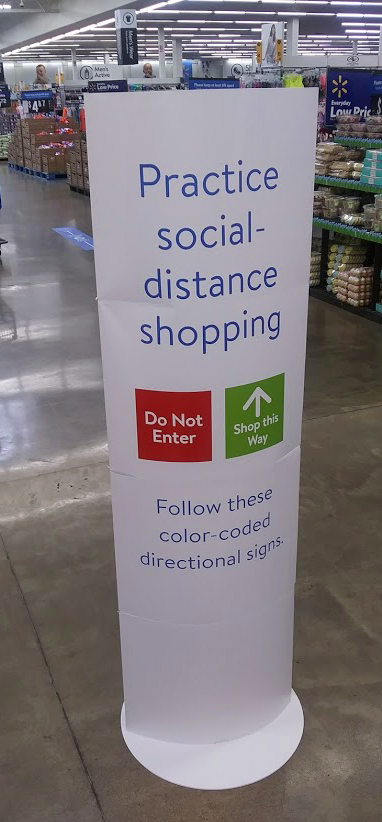
Знак, объявляющий о внедрении торговых улиц с односторонним движением в супермаркете Walmart в Ньюбурге.

3 апреля Национальная стрелковая ассоциация подала в суд на Куомо в связи с его приказом от 20 марта о закрытии оружейных магазинов, утверждая, что это неконституционно.
4 апреля Куомо сравнил быстрое увеличение количества случаев на Лонг-Айленде с «распространением огня». Доля города в общем количестве случаев в штате снизилась с 75 процентов до 65. Двумя днями позже он продлил порядок пребывания дома на дому и закрытие школ до 29 апреля. Уровень смертности в штате, казалось, выравнивался. Число госпитализаций и число новых случаев оставалось стабильным, что дало возможность предположить, что штат достиг пика, но Куомо не думал, что было бы безопасно ослабить ограничения.
В тот же день Совет регентов Университета штата Нью-Йорк, который курирует образование в штате, объявил, что отменит июньские экзамены регентов, проводимые в средних школах. Позднее выяснилось, что учащиеся, которые должны были сдать экзамен, не должны его сдавать, если они закончат все остальные предметы к июню или в летней школе. Студенты, которые должны были сдать экзамен, чтобы закрыть предыдущий провал, также были освобождены.
Куомо тем временем сделал несколько символических жестов памяти и поддержки. Все флаги в зданиях правительства штата должны быть вывешены в половинном виде в течение срока действия приказа о пребывании дома в память о жителях Нью-Йорка, которые умерли от COVID-19. 9 апреля мосты Косцюшко и Таппан-Зи были освещены синим цветом, наряду со шпилем Всемирного торгового центра и парковкой в аэропорту Ла-Гуардия, чтобы почтить медицинских работников, которые лечат пациентов, жизнь и здоровье которых в опасности.
Губернатор также поручил Департаменту труда штата дополнительно выделить 600 долларов США для каждого жителя Нью-Йорка в виде пособий по безработице. Федеральный закон CARES разрешил федеральным фондам штатов доплачивать их пособия по безработице, но они ещё не выплачивались штатам, и Куомо хотел, чтобы жители Нью-Йорка получили эти деньги как можно скорее. Льготы будут продлены ещё на 13 недель, в общей сложности до 39.
15 апреля Куомо подписал распоряжение, обязывающее всех жителей штата Нью-Йорк носить маски в общественных местах.
16 апреля губернатор Нью-Йорка Куомо продлил порядок пребывания на дому и закрытие школ до 15 мая на фоне признаков медленного снижения числа госпитализаций. Он предупредил, что любое изменение в поведении может воспрепятствовать распространению коронавируса.
Куомо объявил 22 апреля, что штат запустит программу отслеживания контактов в координации с Нью-Джерси и Коннектикутом в качестве предварительного шага к карантина. Школа общественного здравоохранения Джонса Хопкинса разработает онлайн-программу, которая будет использоваться для обучения 35 000 студентов в области медицины и смежных областях в школах SUNY и городского университета Нью-Йорка. Майкл Блумберг, бывший мэр Нью-Йорка, выделил 10,5 млн. долларов на реализацию программы.

### Май
1 мая Куомо заявил, что все школы и университеты будут закрыты до конца учебного года. Он сослался на трудность поддержания социального дистанцирования среди детей младшего возраста, в частности, в начальной школе, и даже не был уверен, что к сентябрю школы смогут вернуться к совершенно нормальному режиму работы. 4 мая руководитель округа Эри Марк Полонкарц заявил, что в отличие от большинства других округов Нью-Йорка, Эри не был готов вновь выйти из карантина 15 мая, когда истекал срок постановления губернатора Куомо.
7 мая Куомо продлил срок действия своего приказа PAUSE до 6 июня, но разрешил округам открыться уже 15 мая, если они применят ряд мер.
14 мая Куомо издал распоряжение о продлении срока действия приказа PAUSE до 28 мая для Нью-Йорка и других регионов, которые еще не выполнили требования штата о начале фазы 1 повторного открытия. В этот же день чрезвычайное положение для всего штата было продлено до 16 июня.

### Чрезвычайное положение
Все 62 округа штата Нью-Йорк объявили чрезвычайное положение к 16 марта.
| Даты введения чрезвычайного положения в округах Нью-Йорка | Даты введения чрезвычайного положения в округах Нью-Йорка | Даты введения чрезвычайного положения в округах Нью-Йорка |
| Округ                                                     | Дата объявления                                           | Ссылка                                                    |
| --------------------------------------------------------- | --------------------------------------------------------- | --------------------------------------------------------- |
| Аллегейни                                                 | 12 марта                                                  | [ 131 ]                                                   |
| Алстер                                                    | 12 марта                                                  | [ 132 ]                                                   |
| Бронкс                                                    | 12 марта                                                  | [ 133 ]                                                   |
| Брум                                                      | 14 марта                                                  | [ 134 ]                                                   |
| Вайоминг                                                  | 14 марта                                                  | [ 135 ]                                                   |
| Датчесс                                                   | 13 марта                                                  | [ 136 ]                                                   |
| Делавэр                                                   | 14 марта                                                  | [ 137 ]                                                   |
| Дженеси                                                   | 14 марта                                                  | [ 138 ]                                                   |
| Йейтс                                                     | 14 марта                                                  | [ 139 ]                                                   |
| Каттарогус                                                | 15 марта                                                  | [ 140 ]                                                   |
| Кейюга                                                    | 14 марта                                                  | [ 141 ]                                                   |
| Кингс                                                     | 12 марта                                                  | [ 133 ]                                                   |
| Клинтон                                                   | 15 марта                                                  | [ 142 ]                                                   |
| Колумбия                                                  | 16 марта                                                  | [ 143 ]                                                   |
| Кортленд                                                  | 15 марта                                                  | [ 144 ]                                                   |
| Куинс                                                     | 12 марта                                                  | [ 133 ]                                                   |
| Ливингстон                                                | 14 марта                                                  | [ 145 ]                                                   |
| Льюис                                                     | 16 марта                                                  | [ 146 ]                                                   |
| Мадисон                                                   | 15 марта                                                  | [ 147 ]                                                   |
| Монро                                                     | 14 марта                                                  | [ 148 ]                                                   |
| Монтгомери                                                | 15 марта                                                  | [ 149 ]                                                   |
| Нассо                                                     | 13 марта                                                  | [ 150 ]                                                   |
| Ниагара                                                   | 15 марта                                                  | [ 140 ]                                                   |
| Нью-Йорк                                                  | 12 марта                                                  | [ 133 ]                                                   |
| Олбани                                                    | 14 марта                                                  | [ 151 ]                                                   |
| Онайда                                                    | 13 марта                                                  | [ 152 ]                                                   |
| Онондага                                                  | 14 марта                                                  | [ 153 ]                                                   |
| Онтэрио                                                   | 14 марта                                                  | [ 154 ]                                                   |
| Орлинс                                                    | 14 марта                                                  | [ 155 ]                                                   |
| Осуиго                                                    | 15 марта                                                  | [ 156 ]                                                   |
| Отсиго                                                    | 15 марта                                                  | [ 157 ]                                                   |
| Патнам                                                    | 13 марта                                                  | [ 158 ]                                                   |
| Ренселер                                                  | 14 марта                                                  | [ 151 ]                                                   |
| Ричмонд                                                   | 12 марта                                                  | [ 133 ]                                                   |
| Рокленд                                                   | 16 марта                                                  | [ 159 ]                                                   |
| Салливан                                                  | 13 марта                                                  | [ 160 ]                                                   |
| Саратога                                                  | 16 марта                                                  | [ 143 ]                                                   |
| Саффолк                                                   | 12 марта                                                  | [ 161 ]                                                   |
| Сенека                                                    | 15 марта                                                  | [ 162 ]                                                   |
| Сент-Лоренс                                               | 16 марта                                                  | [ 163 ]                                                   |
| Скайлер                                                   | 14 марта                                                  | [ 164 ]                                                   |
| Скенектади                                                | 15 марта                                                  | [ 165 ]                                                   |
| Скохари                                                   | 16 марта                                                  | [ 166 ]                                                   |
| Стьюбен                                                   | 14 марта                                                  | [ 167 ]                                                   |
| Тайога                                                    | 14 марта                                                  | [ 168 ]                                                   |
| Томпкинс                                                  | 13 марта                                                  | [ 169 ]                                                   |
| Уэйн                                                      | 15 марта                                                  | [ 170 ]                                                   |
| Уэстчестер                                                | 16 марта                                                  | [ 171 ]                                                   |
| Франклин                                                  | 14 марта                                                  | [ 172 ]                                                   |
| Херкимер                                                  | 15 марта                                                  | [ 173 ]                                                   |
| Шатокуа                                                   | 15 марта                                                  | [ 174 ]                                                   |
| Шеманг                                                    | 14 марта                                                  | [ 164 ]                                                   |
| Шенанго                                                   | 15 марта                                                  | [ 175 ]                                                   |
| Эри                                                       | 15 марта                                                  | [ 140 ]                                                   |
| Эссекс                                                    | 10 марта                                                  | [ 176 ]                                                   |

1. 1 2 3 4 5  В рамках общегородского чрезвычайного положения в Нью-Йорке
2. ↑  Боро Бруклин
3. ↑  Боро Манхэттэн
4. ↑  Боро Статен-Айленд

### Инфицированные законодатели
Четырём членам Ассамблеи штата — Чарльзу Баррону, Кимберли Жан-Пьер, Брайану Миллеру и Элен Вайнштейн — был диагностирован COVID-19; Миллер лечился в отделении интенсивной терапии в больнице св. Луки в Ютике и был выписан в конце апреля. 30 марта Джим Сьюард стал первым сенатором от штата с положительным тестом на вирус; его случай был лёгким, и он, как ожидается, выздоровеет.
Почти месяц спустя сенатор Джеймс Скуфис получил положительный результат после появления симптомов; он лично раздавал материалы медицинским работникам и службам первой помощи. Сообщалось, что он отдыхает дома и восстанавливается. 5 мая он объявил, что в течение двух недель у него не было симптомов, и он выходит из самоизоляции.

## Влияние на общество

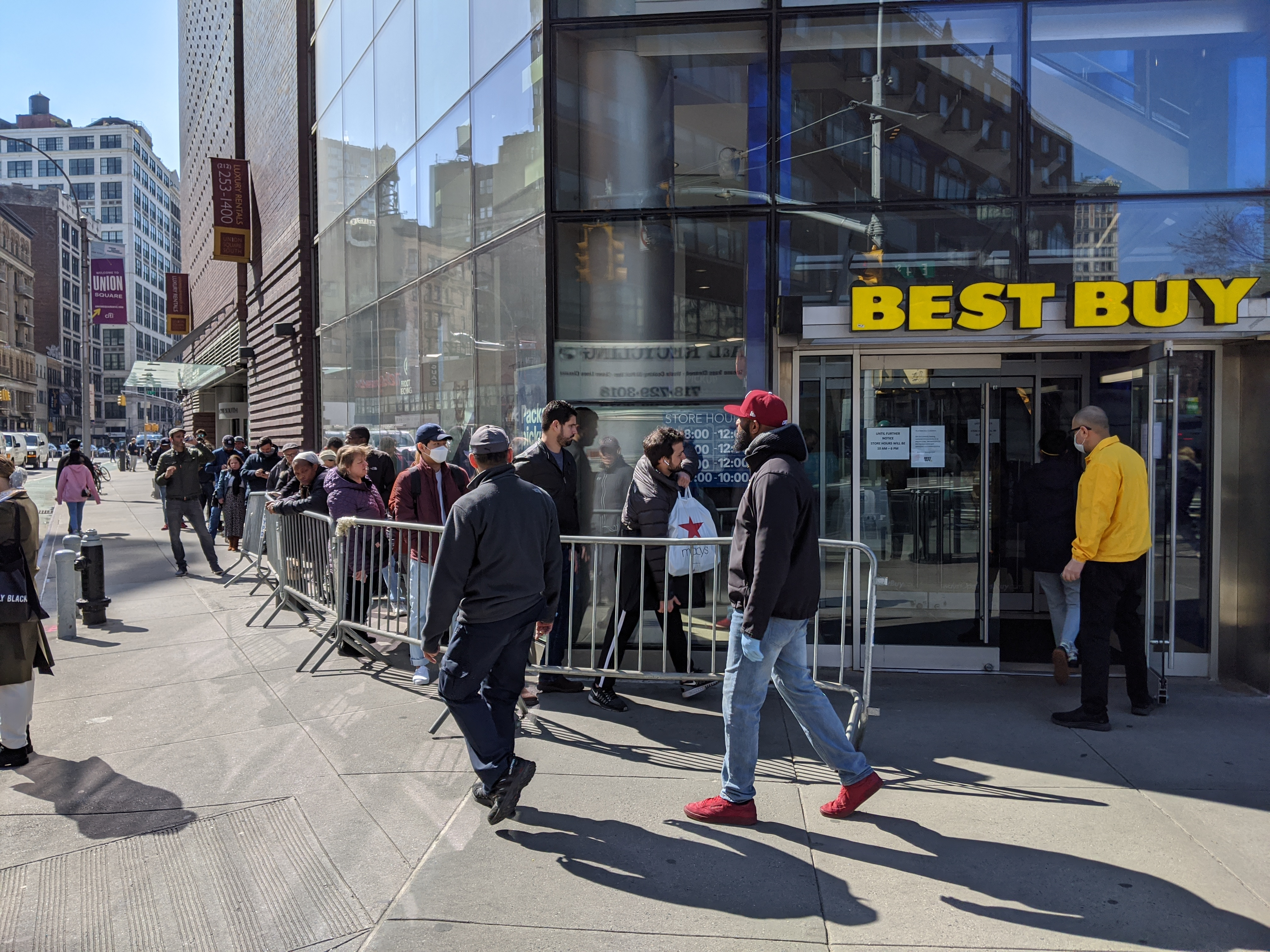
Магазин Best Buy пускает ограниченное количество людей в свою торговую точку на Юнион-сквер в Нью-Йорке, 18 марта 2020 года.

### Отсутствие применения политики самоизоляции
Самоизоляция для лиц с положительными результатами или симптомами не применяется из-за нехватки ресурсов. Некоторые медсёстры из Нью-Йорка выразили обеспокоенность тем, что пациенты не соблюдают руководящие принципы карантина из-за финансовой необходимости или страха потерять работу. Член правления Ассоциации медсестер штата Нью-Йорк выразил обеспокоенность тем, что пациенты с низким доходом, которые проживают в комнатах с другими людьми, могут не иметь возможности самоизолироваться в своих домах.

### Трудности реализации в хасидских сообществах
В некоторых общинах, где преобладают хасидские евреи, было непросто реализовать социальное дистанцирование. 19 марта город Кирьяс-Джоэл в округе Ориндж, в котором проживает 25 000 сатмарских хасидов, закрыл все 100 своих синагог, а также школы и миквы, несмотря ревностное соблюдение религиозных догм. Было подсчитано, что 25–28 процентов его жителей дали положительный результат, в том числе 73-летний духовный лидер общины Гранд Ребе Аарон Тейтельбаум. 27 марта округ сообщил, что в Кирьяс-Джоэл было 234 подтверждённых случая, это самое большое число из всех муниципалитетов в округе.
В некоторых сообщениях высказывалось предположение, что хасидское сообщество, как правило, медлило с внедрением мер, направленных на замедление распространения вируса. По сообщениям, это привело к одному антисемитскому инциденту. 23 марта автосалон возле Кирьяс-Джоэл отказался обслуживать автомобиль жителя, сказав ему, что у него есть вирус.
Врач и ортодоксальный еврей Владимир Зеленко, который принимает пациентов в своих кабинетах в Кирьяс-Джоэл и Монси, другой преимущественно хасидской общине в соседнем округе Рокленд, утверждает, что реальная заболеваемость в Кирьяс-Джоэл намного выше. Зеленко, который должен самоизолироваться, так как ему не хватает лёгкого, говорит, что в ежедневных видео на YouTube он публикует, что его офис лечил 500 пациентов (в основном в Кирьяс-Джоэл) от COVID-19, используя комбинацию гидроксихлорохина и азитромицина или сульфата цинка, что в некоторых исследованиях дало положительные результаты в уменьшении симптомов. 8 мая больница Нью-Йоркского университета опубликовала исследование, показавшее, что у пациентов, которые добавили цинк в свои комбинированные препараты, смертность снизилась на 44% по сравнению с теми, кто получал только гидроксихлорохин и азитромицин.
Зеленко утверждал, что 90 процентов хасидского сообщества заразятся; уполномоченный по вопросам здравоохранения округа и департамент экстренных служб деревни оспорили это утверждение, указав, что оно основано на девяти положительных результатах из 14 образцов.
К 9 апреля Палм-Три сообщил о 428 случаях, сохранив лидерство среди муниципалитетов округа Ориндж, но неделю спустя уступила лидерство. Лидеры окружающих городов и деревень повторили более ранний призыв исполнительного директора округа Стива Нейгауза о том, чтобы город был объявлен зоной сдерживания в качестве района Нью-Рошелл, где месяц назад был обнаружен источник, в то время запрос был отклонен Куомо, так как порядок пребывания на дому для всего штата был более строгим. Ортодоксальный еврейский совет по связям с общественностью отреагировал на такое давление, призвав местное руководство «прекратить делать козлов отпущения евреев из КД, когда проблема явно широко распространена, и что ещё хуже, повсюду в округе».

### Полиция и преступность
В начале марта, до подтверждения первого случая COVID-19 и начала пандемии коронавируса в Нью-Йорке, произошёл 20-процентный всплеск преступности за первые два месяца 2020 года. После того, как движение в городе стало ограниченным, комиссар полиции Нью-Йорка Дермот Ши заявил, что пандемия привела к сокращению преступности. В конце марта Ши сказал, что преступность резко сократилась во время эпидемии (кроме угона автомобилей, который заметно увеличился), хотя есть опасения, что о домашнем насилии не сообщалось. По состоянию на 8 апреля 2103 сотрудника полиции в форме и 373 гражданских агента дали положительный результат на вирус, 13 умерли.
В начале апреля отдел служб уголовного правосудия штата сообщил, что с конца февраля уровень преступности значительно снизился как в городе, так и в штате по сравнению с аналогичным периодом прошлого года. В городе суммарные аресты за тяжкие преступления и административные правонарушения сократились на 43 процента, а в остальных штатах — на 69 процентов. Куомо похвалил падение в результате социального дистанцирования, так как оно помогло больницам и лицам, оказавшим первую помощь, свободно бороться с пандемией.

### Напряженность из-за жителей города, переезжающих в сельские районы
Некоторые жители Нью-Йорка и его пригородов, которые владеют или могут позволить себе арендовать недвижимость в сельских районах северной части штата или в восточной части Лонг-Айленда, вызвали недовольство местных жителей в связи с этим во время пандемия. Стив Маклафлин, руководитель округа Ренселер, попросил Куомо выдать приказ о запрете всех несущественных поездок за пределы штата из города, после того как жители города забронировали все доступные местные варианты проживания. Семь из 51 случая заболевания в округе, по состоянию на 2 апреля, были жителями города, и руководство округа боялось, что у него не хватит инфраструктуры здравоохранения, чтобы справиться с крупной вспышкой; Маклафлин издал приказ, обязывающий всех недавних прибывших из города самоизолироваться на 14 дней, в течение которых правоохранительные органы будут регулярно проверять их.
Округ Грин в Катскиллах к югу от Олбани разместил на своем веб-сайте письмо, в котором просил людей воздержаться от поездок туда, особенно из Нью-Йорка или Уєстчестер. Председатель окружного законодательного органа написал: «В округе Грин нет больницы». «Это ограничивает нашу способность обслуживать большое количество людей, которым требуется более высокий уровень ухода за пациентами с COVID-19 и другими заболеваниями». Законодательные органы соседних Делавэра и Салливана выдали аналогичные постановления.
В Хэмптонсах, на восточной оконечности Лонг-Айленда Саут-Форк, давним местом летнего отдыха для городских жителей, арендные ставки увеличились в четыре раза, так как население почти удвоилось. Хотя многие круглогодичные жители знают, что экономика городов зависит от сезонных жителей, они верят, что их ресурсы натянуты до предела. «Люди должны прекратить уезжать на восток. Мы полны», — написала одна женщина на странице местной газеты в Facebook.

## Влияние на спорт
Пострадали большинство спортивных команд штата. Главная лига бейсбола 12 марта отменила остаток весенних тренировок, а 16 марта объявила, что сезон будет перенесен на неопределенное время, после рекомендации CDC об ограничении массовіх мероприятий с числом людей более чем 50 в течение следующих восьми недель, влияющих на «Нью-Йорк Янкис» и «Нью-Йорк Метс». Национальная баскетбольная ассоциация приостановила сезон на 30 дней, начиная с 12 марта, что повлияло на Нью-Йорк Никс и Бруклин Нетс. Сезон Национальной хоккейной лиги был приостановлен на 12 марта на неопределенный срок, что повлияло на Нью-Йорк Рейнджерс, Нью-Йорк Айлендерс и Баффало Сейбрз. MLS перенесла сезон на 30 дней, начиная с 12 марта, что повлияло на Нью-Йорк Ред Буллз и Нью-Йорк Сити.
В студенческом спорте Национальная ассоциация студенческого спорта отменила все зимние и весенние турниры. 16 марта Национальная спортивная ассоциация колледжей также отменила остаток зимних и весенних сезонов.
В начале марта в средних школах штата баскетбольные матчи проходили без зрителей. 12 марта Нью-Йоркская государственная общественная спортивная ассоциация средней школы (NYSPHSAA) приостановила оставшиеся соревнования чемпионата по зимним видам спорта во всех видах спорта, которые не закончили сезон: баскетбол для мальчиков и девочек, хоккей с шайбой и боулинг.
17 марта четыре игрока Бруклин Нетс, в том числе Кевин Дюрант, подтвердили положительный результат на COVID-19.
Чуть более месяца спустя NYSPSHSAA объявила, что Секции 8 и 11, которые охватывают все средние школы Лонг-Айленда, проголосовали за отмену всех спортивных сезонов весенней средней и средней школы. «Это было непростое [решение], — сказал исполнительный директор Секции 11 Том Комбс, — однако, учитывая то, что мир переживает в это время, это самое разумное решение». Другие девять секций штата, в тех районах, которые пандемия ещё не столь серьёзно затронула, ещё не приняли решений и все ещё планируют возможность короткого весеннего сезона в конце мая и в начале июня. Чемпионаты по любым весенним видам спорта, если бы они проводились, скорее всего, придется перенести в другие места, так как они были запланированы на Лонг-Айленд; 27 апреля они были отменены.
В начале мая, когда Куомо объявил, что оставшаяся часть учебного года в штате была отменена, все оставшиеся планы на случай непредвиденных обстоятельств для весенних школьных спортивных соревнований по всему штату также были отменены.

## Влияние на отдых на природе
Запрет на проведение больших собраний означал, что ежегодная церемония «Первый бросок» в Junction Pool, популярном месте ловли рыбы нахлыстом в деревне Роско (Салливан), посвящённая открытию сезона форели, не состоялась. Многие магазины в Роско, которые обслуживали рыбаков, были закрыты и ограничивались выполнением заказов через Интернет. Рыболовы Центрального Нью-Йорка сообщили, что они могли легко поддерживать социальное дистанцирование, находясь в водах озера Нинемил-Крик (Ninemile Creek). Они высоко оценили возможность выйти на улицу в хорошую погоду для рыбалки и забыть о пандемии, а некоторые сказали «The Post-Standard», что у них также хорошие уловы.
7 апреля Департамент охраны окружающей среды (DEC) объявил, что весенний сезон дикой индейки все ещё продолжается. Он рекомендовал охотникам, в дополнение к обычным правилам безопасности охоты, дистанцироваться от общества во время охоты и принимать другие меры, такие как покупка припасов в Интернете и охота недалеко от дома.

### Закрытие парков и ограничения на использование
7 апреля округа Рокленд и Салливан закрыли свои парки. Жители активно использовали их во время локаута, что затрудняло обеспечение социального дистанцирования. Закрытие продлится две недели и будет пересмотрено в конце этого периода. Неделю спустя Комиссия межгосударственного парка Palisades (PIPC) закрыла государственные парки Найак Бич и Рокленд Лейк в округе Рокленд; местные и окружные правительственные чиновники призвали к переезду, так как парки стали переполнены посетителями в последние теплые дни после того, как округ и его города закрыли свои парки. «Несмотря на то, что это сложный вызов, это правильная вещь в краткосрочной перспективе», — сказал глава округа Эд Дей, который сказал, что решение будет пересмотрено через две недели.
9 апреля Куомо исключил поля для гольфа, лодочные катера и пристани для яхт из списка основных предприятий, которым разрешено оставаться открытыми, что привело к закрытию всех полей в штате Нью-Йорк по крайней мере до 29 апреля. Этот шаг был результатом того, что Нью-Джерси и Пенсильвания приказали закрыть курсы, что привело к скоплению людей на курсах в Нью-Йорке вблизи границ с этими штатами. 18 апреля Empire State Development изменил этот порядок, чтобы разрешить открытие курсов, пока на поле нет сотрудников, таких как кедди, то есть игроки в гольф должны нести свои собственные сумки и не могут использовать машины для гольфа; три недели спустя этот порядок был снова изменён, чтобы разрешить использование машин в качестве разумного приспособления для гольфистов-инвалидов, согласно закону об американцах с ограниченными возможностями.

## Статистика
| Подтверждённые случаи COVID-19 в штате Нью-Йорк с течением времени | Подтверждённые случаи COVID-19 в штате Нью-Йорк с течением времени | Подтверждённые случаи COVID-19 в штате Нью-Йорк с течением времени | Подтверждённые случаи COVID-19 в штате Нью-Йорк с течением времени | Подтверждённые случаи COVID-19 в штате Нью-Йорк с течением времени | Подтверждённые случаи COVID-19 в штате Нью-Йорк с течением времени |
| Дата                                                               | Город Нью-Йорк                                                     | Остальная часть штата                                              | Всего случаев                                                      | % изменения                                                        | Ссылка                                                             |
| ------------------------------------------------------------------ | ------------------------------------------------------------------ | ------------------------------------------------------------------ | ------------------------------------------------------------------ | ------------------------------------------------------------------ | ------------------------------------------------------------------ |
| 6 марта                                                            | 11                                                                 | 65                                                                 | 76                                                                 | N/A                                                                | [ 218 ]                                                            |
| 7 марта                                                            | 12                                                                 | 93                                                                 | 105                                                                | 38.16%                                                             | [ 219 ]                                                            |
| 8 марта                                                            | 19                                                                 | 123                                                                | 142                                                                | 35.24%                                                             | [ 220 ]                                                            |
| 9 марта                                                            | 36                                                                 | 137                                                                | 173                                                                | 21.83%                                                             | [ 221 ]                                                            |
| 10 марта                                                           | 52                                                                 | 164                                                                | 216                                                                | 24.86%                                                             | [ 222 ]                                                            |
| March 11                                                           | 95                                                                 | 230                                                                | 325                                                                | 50.46%                                                             | [ 223 ]                                                            |
| 12 марта                                                           | 154                                                                | 267                                                                | 421                                                                | 29.54%                                                             | [ 224 ]                                                            |
| 13 марта                                                           | 269                                                                | 344                                                                | 613                                                                | 45.61%                                                             | [ 225 ]                                                            |
| 14 марта                                                           | 329                                                                | 400                                                                | 729                                                                | 18.92%                                                             | [ 226 ]                                                            |
| 15 марта                                                           | 463                                                                | 487                                                                | 950                                                                | 30.32%                                                             |                                                                    |
| 16 марта                                                           | 644                                                                | 730                                                                | 1,374                                                              | 44.63%                                                             | [ 227 ]                                                            |
| 17 марта                                                           | 1,339                                                              | 1,043                                                              | 2,382                                                              | 73.36%                                                             | [ 228 ]                                                            |
| 18 марта                                                           | 2,469                                                              | 1,683                                                              | 4,152                                                              | 74.31%                                                             | [ 229 ]                                                            |
| 19 марта                                                           | 4,408                                                              | 2,694                                                              | 7,102                                                              | 71.05%                                                             |                                                                    |
| 20 марта                                                           | 6,211                                                              | 4,145                                                              | 10,356                                                             | 45.82%                                                             | [ 230 ]                                                            |
| 21 марта                                                           | 9,045                                                              | 6,123                                                              | 15,168                                                             | 46.47%                                                             |                                                                    |
| 22 марта                                                           | 12,305                                                             | 8,570                                                              | 20,875                                                             | 37.63%                                                             | [ 231 ]                                                            |
| 23 марта                                                           | 14,904                                                             | 10,761                                                             | 25,665                                                             | 22.95%                                                             | [ 232 ]                                                            |
| 24 марта                                                           | 17,856                                                             | 12,955                                                             | 30,811                                                             | 20.05%                                                             | [ 233 ]                                                            |
| 25 марта                                                           | 21,393                                                             | 15,865                                                             | 37,258                                                             | 20.92%                                                             | [ 234 ]                                                            |
| 26 марта                                                           | 25,398                                                             | 19,237                                                             | 44,635                                                             | 19.80%                                                             | [ 235 ]                                                            |
| 27 марта                                                           | 29,766                                                             | 22,552                                                             | 52,318                                                             | 17.21%                                                             | [ 236 ]                                                            |
| 28 марта                                                           | 33,768                                                             | 25,745                                                             | 59,513                                                             | 13.75%                                                             | [ 237 ]                                                            |
| 29 марта                                                           | 37,453                                                             | 29,044                                                             | 66,497                                                             | 11.74%                                                             | [ 238 ]                                                            |
| 30 марта                                                           | 43,139                                                             | 32,656                                                             | 75,795                                                             | 13.98%                                                             | [ 239 ]                                                            |
| 31 марта                                                           | 47,439                                                             | 36,273                                                             | 83,712                                                             | 10.44%                                                             | [ 240 ]                                                            |
| 1 апреля                                                           | 51,809                                                             | 40,572                                                             | 92,381                                                             | 10.36%                                                             | [ 241 ]                                                            |
| 2 апреля                                                           | 57,159                                                             | 45,704                                                             | 102,863                                                            | 11.35%                                                             | [ 242 ]                                                            |
| 3 апреля                                                           | 63,306                                                             | 50,398                                                             | 113,704                                                            | 10.54%                                                             | [ 4 ]                                                              |
| 4 апреля                                                           | 67,551                                                             | 54,480                                                             | 122,031                                                            | 7.32%                                                              | [ 4 ]                                                              |
| 5 апреля                                                           | 72,181                                                             | 58,508                                                             | 130,689                                                            | 7.09%                                                              | [ 4 ]                                                              |
| 6 апреля                                                           | 76,876                                                             | 61,987                                                             | 138,836                                                            | 6.23%                                                              | [ 4 ]                                                              |
| 7 апреля                                                           | 81,803                                                             | 67,513                                                             | 149,316                                                            | 7.55%                                                              | [ 4 ]                                                              |
| 8 апреля                                                           | 87,028                                                             | 72,909                                                             | 159,937                                                            | 7.11%                                                              | [ 4 ]                                                              |
| 9 апреля                                                           | 92,384                                                             | 78,128                                                             | 170,512                                                            | 6.61%                                                              | [ 4 ]                                                              |
| 10 апреля                                                          | 98,308                                                             | 82,150                                                             | 180,458                                                            | 5.83%                                                              | [ 4 ]                                                              |
| 11 апреля                                                          | 103,208                                                            | 85,486                                                             | 188,694                                                            | 4.55%                                                              | [ 4 ]                                                              |
| 12 апреля                                                          | 106,863                                                            | 88,168                                                             | 195,031                                                            | 3.36%                                                              | [ 4 ]                                                              |
| 13 апреля                                                          | 110,425                                                            | 91,783                                                             | 202,208                                                            | 3.68%                                                              | [ 4 ]                                                              |
| 14 апреля                                                          | 118,302                                                            | 95,477                                                             | 213,779                                                            | 5.72%                                                              | [ 4 ]                                                              |
| 15 апреля                                                          | 123,146                                                            | 99,138                                                             | 222,284                                                            | 3.98%                                                              | [ 4 ]                                                              |
| 16 апреля                                                          | 127,352                                                            | 102,290                                                            | 229,642                                                            | 3.31%                                                              | [ 4 ]                                                              |
| 17 апреля                                                          | 131,263                                                            | 105,469                                                            | 236,732                                                            | 3.09%                                                              | [ 4 ]                                                              |
| 18 апреля                                                          | 134,436                                                            | 108,350                                                            | 242,786                                                            | 2.56%                                                              | [ 4 ]                                                              |
| 19 апреля                                                          | 136,806                                                            | 110,706                                                            | 247,512                                                            | 1.95%                                                              | [ 4 ]                                                              |
| 20 апреля                                                          | 139,385                                                            | 112,305                                                            | 251,690                                                            | 1.69%                                                              | [ 4 ]                                                              |
| 21 апреля                                                          | 142,432                                                            | 114,784                                                            | 257,216                                                            | 2.20%                                                              | [ 4 ]                                                              |
| 22 апреля                                                          | 145,855                                                            | 117,605                                                            | 263,460                                                            | 2.43%                                                              | [ 4 ]                                                              |
| 23 апреля                                                          | 150,473                                                            | 121,117                                                            | 271,590                                                            | 3.09%                                                              | [ 4 ]                                                              |
| 24 апреля                                                          | 155,113                                                            | 127,030                                                            | 282,143                                                            | 3.89%                                                              | [ 4 ]                                                              |
| 25 апреля                                                          | 158,258                                                            | 129,787                                                            | 288,045                                                            | 2.09%                                                              | [ 4 ]                                                              |
| 26 апреля                                                          | 160,489                                                            | 131,507                                                            | 291,996                                                            | 1.37%                                                              | [ 4 ]                                                              |
| 27 апреля                                                          | 162,338                                                            | 132,768                                                            | 295,106                                                            | 1.07%                                                              | [ 4 ]                                                              |
| 28 апреля                                                          | 164,841                                                            | 134,850                                                            | 299,691                                                            | 1.55%                                                              | [ 4 ]                                                              |
| 29 апреля                                                          | 167,478                                                            | 136,894                                                            | 304,372                                                            | 1.56%                                                              | [ 4 ]                                                              |
| 30 апреля                                                          | 169,690                                                            | 138,624                                                            | 308,314                                                            | 1.30%                                                              | [ 4 ]                                                              |
| 1 мая                                                              | 172,354                                                            | 140,623                                                            | 312,977                                                            | 1.51%                                                              | [ 4 ]                                                              |
| 2 мая                                                              | 174,331                                                            | 142,084                                                            | 316,415                                                            | 1.10%                                                              | [ 4 ]                                                              |
| 3 мая                                                              | 175,651                                                            | 143,302                                                            | 318,953                                                            | 0.80%                                                              | [ 4 ]                                                              |
| 4 мая                                                              | 176,874                                                            | 144,318                                                            | 321,192                                                            | 0.70%                                                              | [ 4 ]                                                              |
| 5 мая                                                              | 178,351                                                            | 145,627                                                            | 323,978                                                            | 0.87%                                                              | [ 4 ]                                                              |
| 6 мая                                                              | 180,216                                                            | 147,253                                                            | 327,469                                                            | 1.08%                                                              | [ 4 ]                                                              |
| 7 мая                                                              | 181,783                                                            | 148,624                                                            | 330,407                                                            | 0.90%                                                              | [ 4 ]                                                              |
| 8 мая                                                              | 183,289                                                            | 149,833                                                            | 333,122                                                            | 0.82%                                                              | [ 4 ]                                                              |
| 9 мая                                                              | 184,417                                                            | 150,978                                                            | 335,395                                                            | 0.68%                                                              | [ 4 ]                                                              |
| 10 мая                                                             | 185,357                                                            | 151,698                                                            | 337,055                                                            | 0.49%                                                              | [ 4 ]                                                              |
| 11 мая                                                             | 186,123                                                            | 152,362                                                            | 338,485                                                            | 0.42%                                                              | [ 4 ]                                                              |
| 12 мая                                                             | 187,250                                                            | 153,521                                                            | 340,771                                                            | 0.64%                                                              | [ 4 ]                                                              |
| 13 мая                                                             | 188,545                                                            | 154,506                                                            | 343,051                                                            | 0.70%                                                              | [ 4 ]                                                              |
| 14 мая                                                             | 190,357                                                            | 155,456                                                            | 345,813                                                            | 0.81%                                                              | [ 4 ]                                                              |
| 15 мая                                                             | 191,600                                                            | 156,632                                                            | 348,232                                                            | 0.70%                                                              | [ 4 ]                                                              |
| 16 мая                                                             | 192,593                                                            | 157,528                                                            | 350,121                                                            | 0.54%                                                              | [ 4 ]                                                              |
| Дата                                                               | Город Нью-Йорк                                                     | Остальная часть штата                                              | Всего случаев                                                      | % изменения                                                        | Ссылка                                                             |

### Графики
Примечание: поскольку департамент здравоохранения штата Нью-Йорк не представляет данные в соответствии с рекомендациями CDC, в приведенных ниже таблицах используются только данные, подтверждённые Университетом Джонса Хопкинса.